# Tales for the Unspoken
Tales For the Unspoken é uma banda de metal portuguesa, de Coimbra (contando com membros portugueses, moçambicanos, cabo verdianos e brasileiros), que se formou em 2007.
Esta banda tem recebido boas críticas por parte do público. Os Tales For The Unspoken já fizeram diversos concertos pelo país, com grandes nomes do cenário metal e também em grandes palcos, como a Queima das Fitas, Latadas e concentração de Motards no dia dos motociclistas.
Os membros desta banda são:
Marco Fresco (vocalista), Nuno Khan (guitarrista), Miguel Gonçalves a.k.a Mike (guitarrista), Nuno Raimundo (baixista) e Sérgio Vaz (baterista).
Algumas das suas músicas de maior sucesso são 'Takuba wena' e 'Say my name', entre outras.
Esta banda lançou um vídeo clip do seu single 'Say my name', disponível no seu site oficial.
Recentemente, lançaram o video-clip do single "Possessed".

## História
A banda surgiu quando o antigo vocalista André Lopes se juntou com o guitarrista Nuno Khan para criar uma banda de metal. Depois disso houve algumas rápidas mudanças de formação que não resultaram. Foi quando entrou line up actual dos Tales For The Unspoken: Mike Gonçalves na segunda guitarra, Sérgio Vaz na bateria e Guilherme Busato para o baixo. é que as coisas começaram a ficar sérias e a tomar forma e um rumo.
Algum tempo depois André decidiu sair da banda e entrou o Marco Fresco como vocalista, dando uma nova perspectiva a banda. Pode-se dizer que foi nesse momento que a banda deu o primeiro grande passo em sua carreira. Gravando o video Say My Name e a planeja o lançamento de seu primeiro álbum.

## Significado de Tales For The Unspoken
Tales For The Unspoken traduzindo para português temos "Contos para os não falados", para a banda seria o oculto e o proibido contado para pessoas esquecidas deste mundo através da música. Deixando também para que cada pessoa interprete ao seu modo de ver esse nome invulgar.

## Debut Álbum
ALCHEMY foi lançado no dia 28 de Março de 2011. Totalmente produzido pela banda, gravado e mixado na LOUD Studios e masterizado na Inglaterra por Nick Hemingway. ALCHEMY saiu através da editora Casket Music, sendo a reunião das melhores músicas compostas pela banda desde o início de sua carreira, onde pode-se encontrar diversas influências do metal e raízes das nacionalidades de seus integrantes e não só. Alchemy vem recebendo críticas positivas na media especializada.

## Membros Da Banda

### Actuais
- Marco Fresco − vocalista (2008−presente)
- Nuno Khan − guitarra elétrica (2007−presente)
- Nuno Raimundo - baixo (2013−presente)
- André Fragoso - bateria (2016-presente)

### Anteriores
- Miguel Gonçalves − antigo guitarrista (2007−2016)
- Sérgio Vaz − antigo baterista (2007-2016)
- Guilherme Busato − antigo baixista (2007−2013)
- André Lopes - antigo vocalista/teclista (2007-2008)
- Sandro Micael - antigo baterista (2007)
- Nuno Marteau - antigo guitarrista/baixista (2007)
- Filipe Roland - teclista (2008 - 2 concertos com a banda)

## Discografia

### ALBUM
| Data de Lançamento | Título  | Editora                 |
| 28 Março 2011      | ALCHEMY | Casket Music            |
| 11 Abril 2015      | CO2     | Raising Legends Records |

### EP
| Data de Lançamento | Título                 | Editora |
| 20 Janeiro 2008    | Tales For The Unspoken | Nenhuma |